# Do not stand at my grave and weep
Do not stand at my grave and weep (Ne pleure pas devant ma tombe) est un poème écrit en 1934 par Clare Harner (1909-1977). Sa version japonaise, chantée par le ténor Masafumi Akikawa, particulièrement émouvante, a été en tête des ventes en janvier 2006 au Japon, où il est chanté pour réconforter les personnes, en particulier les enfants, ayant perdu un parent.
Il en existe plusieurs versions. La plus ancienne est :
Do not stand at my grave and weep,
I am not there, I do not sleep.
I am in a thousand winds that blow,
I am the softly falling snow.
I am the gentle showers of rain,
I am the fields of ripening grain.
I am in the morning hush,
I am in the graceful rush
Of beautiful birds in circling flight,
I am the starshine of the night.
I am in the flowers that bloom,
I am in a quiet room.
I am in the birds that sing,
I am in each lovely thing.
Do not stand at my grave and cry,
I am not there. I do not die.
Une version ultérieure est plus proche du texte chanté par Masafumi Akikawa :
Do not stand at my grave and weep
I am not there; I do not sleep.
I am a thousand winds that blow,
I am the diamond glints on snow,
I am the sun on ripened grain,
I am the gentle autumn rain.
When you awaken in the morning's hush
I am the swift uplifting rush
Of quiet birds in circled flight.
I am the soft stars that shine at night.
Do not stand at my grave and cry,
I am not there; I did not die.
En français, le texte est traduit de cette manière :
Ne pleurez pas sur cette pierre
Je n'y suis pas; Je ne dors guère.
Je suis un murmure parmi les vents,
Je suis la neige aux mille scintillements,
Je suis le soleil sur le blé qui mûrit,
Je suis l'automne et sa douce pluie.
Je suis l'aube silencieuse
Et la course gracieuse
Des oiseaux volant presque sans bruit.
Je suis le doux éclat des étoiles dans la nuit.
Ne pleurez pas sur cette stèle,
Je ne dors pas; Je suis éternel.
- Le chanteur canadien Harry Manx en duo avec Kevin Breit interprètent l'ancienne version sur l'album "Strictly Whatever" de 2011.
- Le groupe Crumble Lane a adapté ce poème sur sa chanson Tom Medlin, sorti sur son premier album Operation Overlord (2002).
- Le chœur d'enfants anglais Libera a également interprété ce poème en une adaptation de leur directeur Robert Prizeman. Elle figure sur leur album Free, sorti en 2004[2].
- Lors de l'épisode 10 de la saison 4 de la série télévisée Desperate Housewives, Karen McCluskey récite ce poème pour rendre un émouvant hommage à son amie Ida Greenberg, qui fut l'une des victimes de la tornade dévastatrice qui frappa le quartier de Wisteria Lane. Le poème récité est raccourci et a fait l'objet de petites modifications.
- Dans le film Stasis de Nicole Jones-Dion, Ava récite ce poème en une adaptation en voix off.
- Dans l'épisode 6 de la saison 3 de la série After Life, Lisa, la femme de Tony, se filme récitant ce poème sur son lit d'hôpital.